# LKL Prezidentas Smetona
«Прязидя́нтас Смято́на» (Prezidentas Smetona — лит. Президент Сметона) — морской тральщик типа Minensuchboot 1916, первый и единственный военный корабль и флагман Флота Первой Литовской республики. Построен в 1917 году на верфи Deschimag-Werk Seebeck в Бремерхафене, Германия. В разное время носил имена SMS M-59, Prezidentas Smetona, «Президент», «Пирму́нас», Т-76 «Коралл», Т-33 под флагами Германской империи, Первой Литовской республики и СССР. Назван в честь первого президента Литвы Антанаса Сметоны.

## История службы

### Германия
Заложенный верфью Deschimag-Werk Seebeck и спущенный на воду 31 октября 1917 года в Бремерхафене, корабль начал свою карьеру как тральщик М-59 Императорского флота Германии. Поступил на немецкую службу 30 ноября 1917 года. После окончания Первой мировой войны 24 октября 1921 года был выведен из состава флота и списан.

### Литва

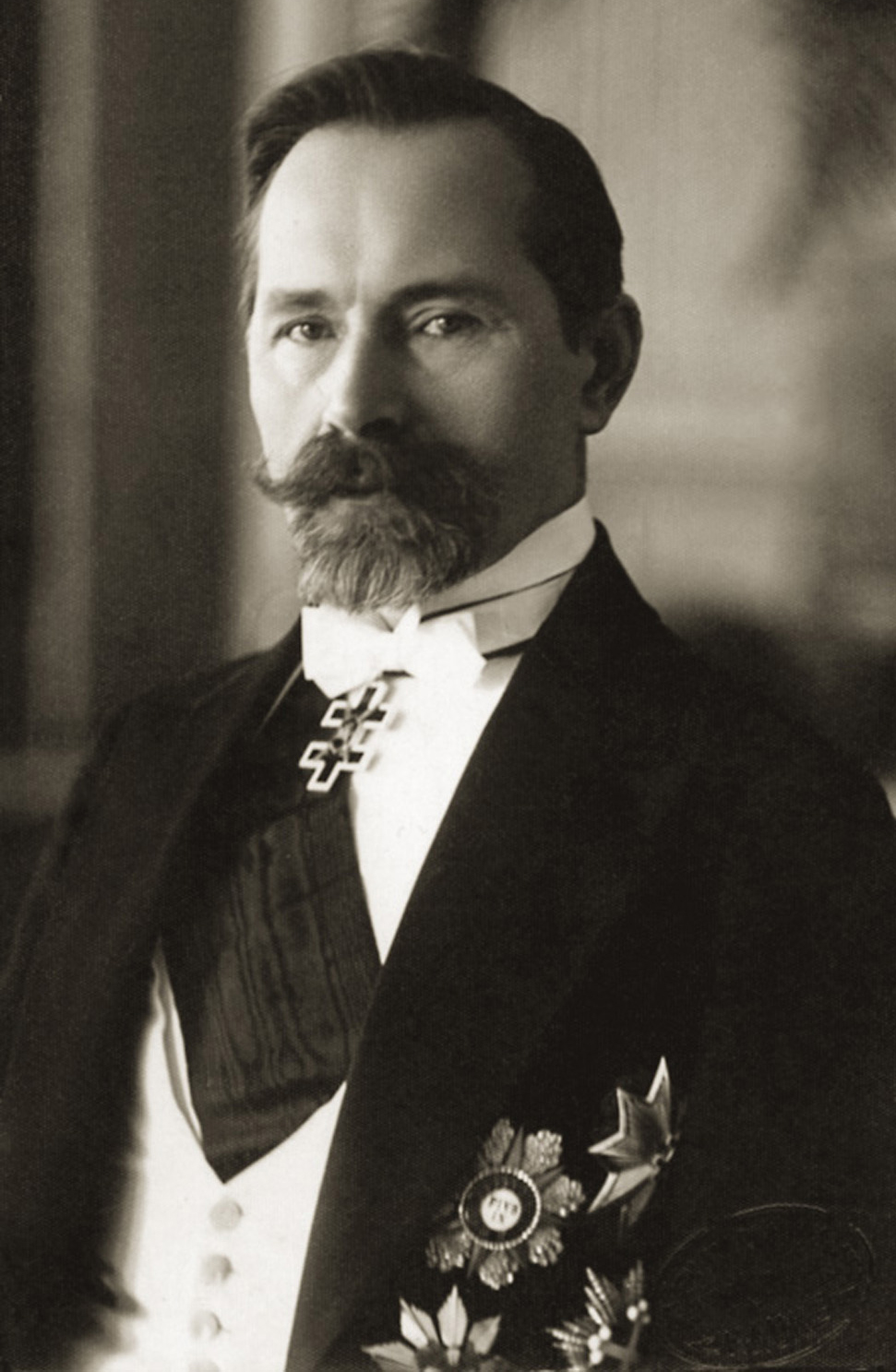
Антанас Сметона

Проблемы с морской контрабандой заставили обратить внимание молодой Литовской республики на свои пограничные части. В 1927 году бывший M-59 был куплен Литвой за 289 тысяч литов. Один из руководителей Союза моряков Литвы Теодорас Даукантас предложил назвать корабль в честь тогдашнего президента страны, что и было сделано. Первым командиром корабля был назначен Адомас Даугирдас.
Передачей 1 августа 1935 года единственного имевшегося у Литвы военного корабля «Прязидянтас Смятона» Пограничной полиции в подчинение Министерства охраны края Литвы был образован новый род войск Литовской Республики — Военно-морские силы (лит. Lietuvós karínės jū́rų pájėgos). Этот корабль так и остался единственным литовским военным кораблём тех лет. «Прязидянтас Смятона» использовался в качестве учебного корабля, так как в 1939—1940 годах Литва заказала на французских верфях строительство десятков кораблей, в том числе подводных лодок и эсминцев, для которых нужны были моряки. Кроме того, корабль использовался Антанасом Сметоной как президентская яхта, для чего на корме была построена специальная каюта.
В 1939 году гитлеровская Германия, под угрозой применения силы, вернула в свой состав Клайпедский край. Корабль был вынужден перебазироваться в единственный оставшийся у Литвы морской порт Швянтойи. Для этого устроили гавань, почистили и углубили дно, устроили причалы и проложили дороги (историки отмечают: рыбацкий посёлок, получив государственное финансирование, начал оживать и расти). На время дноуглубительных работ корабль базировался в латвийском порту Лиепая, где прошёл ремонт.

### СССР
В 1940 году Литовская Республика была включена в состав СССР. 15 (по другим данным 22) июня 1940 года захваченный «Прязидянтас Смятона» был переименован в «Пирмунас» (с лит. — «отличник»), затем включён в состав морской пограничной охраны НКВД под названием «Коралл».
22 июня 1941 года «Пирмунас» вошёл в оперативное подчинение Балтийского флота ВМФ СССР. Задействованный советской армией в качестве сторожевого корабля и минного тральщика, в начале января 1945 года участвовал в сопровождении крана, который переплавляли из Хельсинки в Таллинн. Почти половина команды погибла. 11 января 1945 года корабль погиб у острова Аэгна (имеются версии о подрыве на мине или о торпедировании немецкой подводной лодкой U-745).

## Дальнейшая судьба
Долгое время точное местонахождение корабля являлось неизвестным. Несколько раз сообщалось о находке тральщика, позднее оказывавшиеся ошибочными. Летом 2017 года на поиски затонувшего корабля направился парусник Клайпедского университета — шхуна Brabander, с группой литовских ученых, историков, профессиональных дайверов и журналистов. Экспедиция опиралась на последние данные эстонских учёных. В ночь со 2 на 3 июля предполагаемое место крушения было обследовано гидроакустическим оборудованием. На глубине около 85 метров в 10 морских милях от берега, вблизи эстонской столицы Таллинна было обнаружено судно, лежавшее на киле. С вероятностью в 90 % было заявлено, что найденный корабль является тральщиком «Прязидянтас Смятона». Судя по характеру повреждений — сильно разрушенной носовой части, корабль пошёл ко дну из-за торпедной атаки в лоб.
Флаг корабля, снятый до передачи тральщика Советскому Союзу, оказался в руках последнего капитана корабля Повиласа Лабанаускаса, который затем увёз его в США. В 2018 году по случаю 100-летия независимости Литвы флаг был передан на временное хранение в Литовский морской музей в Клайпеде американским коллекционером литовского происхождения Генри Гайдисом.

## Характеристики и вооружение
Данные о характеристиках «Прязидянтаса Смятоны» и, в большей степени, о его вооружении существенно отличаются в разных источниках. Вероятные причины:
1. В Латвийском флоте межвоенного периода был военный корабль — «Вирсайтис», тоже бывший немецкий тральщик М-59. Иногда «Прязидянтаса Смятону» ошибочно упоминают как второй латвийский тральщик типа «Вирсайтис».
2. В 1945 году несколько «Minensuchboot 1916» стали трофеями СССР и вошли в состав флота: М60 (Донец), М108, М130 (Минога), М135.

Вооружение:
- 1917 — 2×1 88/45 Tbts L/45, 30 мин, тралы
- 1921 — 2 75-мм Канэ, 2 57-мм, 1 75-мм зенитное
- 1927 — 37-мм пушки, пулемёты
- 1939 — 2 чешские 83.5-мм, 2 57-мм, 4 пулемёта
- до 09.1941 — 2 76-мм, 2 45-мм полуавтоматических универсальных 21-К, 4 7,62-мм пулемёта
- 1941 — 2 или 3 102-мм или 2 100-мм Б-24БМ, 2×2 37-мм 70-К, 2 ДШК

## Командиры корабля
- Адомас Даугирдас (1927-?)[3]
- капитан Антанас Кашкелис (1927-?, 1935-39)[3]
- капитан-лейтенант Повилас Юлиус Лабанаускас (1939-?)[3]
- Л. Трайнин[3]